# 興県
興県（こう-けん）は中華人民共和国山西省呂梁市に位置する県。

## 歴史
南北朝時代、北斉により設置された蔚汾県を前進とする。隋代になると608年（大業4年）に臨泉県、唐代になると624年（武徳7年）に臨津県、627年（貞観元年）に合河県と改称された。
金末に興州に昇格したが、1369年（洪武2年）に興県に降格し、現在に至る。

## 行政区画
- 鎮:蔚汾鎮、魏家灘鎮、瓦塘鎮、康寧鎮、高家村鎮、羅峪口鎮、蔡家会鎮
- 郷:交楼申郷、東会郷、固賢郷、奥家湾郷、蔡家崖郷、孟家坪郷、趙家坪郷、圪墶上郷

## 地理
山西省西北の丘陵地帯に位置し、地形は全体的に東高西低である。山々が連なり、丘陵が散在し、谷が縦横に走り、断崖絶壁も見られる。主な山には黒茶山、石楼山、石猿山、紫金山などがある。そのうち、黒茶山の標高は2203メートルであり、石楼山の標高は1770メートル、石楼山と川を隔てて向かい合う石猿山の標高は1600メートルである。

## 天然資源
県内で確認された鉱物には、石炭、ボーキサイト、鉄鉱石、ケイ素、炭層ガス、グラファイトなど23種類がある。多くの鉱物は品質が優れており、採掘が容易であり、その中でも石炭とボーキサイトは主要な鉱物である。
石炭埋蔵面積は約2000平方キロメートルであり、県全体の63％を占めている。これは河東炭田の重要な構成部分であり、総埋蔵量は4615.4億トン、これまでに確認された埋蔵量は136億トンである。そのうち、地下1000メートル以内に埋蔵されている量は71億トン以上であり、平均発熱量は7874キロカロリー/キログラムであり、高品質の動力用石炭や焼結用石炭に分類される。
ボーキサイトのこれまでに確認された埋蔵量は1.86億トンであり、総埋蔵量は5億トン以上と推計されている。分布面積は254平方キロメートルであり、全国の5つの主要なボーキサイト鉱区の1つである。三酸化二アルミニウムと二酸化ケイ素の平均含有量はそれぞれ64.61％と7.78％であり、アルミニウムシリコン比は5.81〜11.52：1の間にあり、品質は全国の他のボーキサイト鉱区よりも優れている。また、炭層ガスの予測埋蔵量は2000億立方メートルに達する。